# Maki Ito
Pour les articles homonymes, voir Ito.
Maki Ito (伊藤 麻希, Itō Maki), née le 8 septembre 1984 à Yokohama, est une pongiste handisport japonaise concourant en classe 11 pour les athlètes ayant un handicap mental. Elle est médaillée de bronze aux Jeux paralympiques d'été de 2020.

## Carrière
Lors des Jeux de 2016, elle ne dépasse pas le premier tour ayant perdu ses deux matchs de poules. Quatre ans plus tard, elle atteint les demi-finale où elle est battue 3 sets à 0  par la Française Léa Ferney et décroche la médaille de bronze.

## Palmarès

### Jeux paralympiques
- médaille de bronze en individuel classe 11 aux Jeux paralympiques d'été de 2020 à Tokyo

### Championnats du monde
- médaille d'or par équipes classe 11 aux Championnats du monde 2014 à Pékin